# Жоржиньо (футболист, 1995)
Жорже Фернанду Барбоза Интима (порт. Jorge Fernando Barbosa Intima; род. 21 сентября 1995, Бисау), более известен под именем Жоржиньо (порт. Jorginho) — бисау-гвинейский и португальский футболист, нападающий клуба «Омония» (Арадипу) и сборной Гвинеи-Бисау.

## Карьера
Профессиональную карьеру начал в 2016 году в составе клуба «Арока». 7 февраля 2016 года в матче против клуба «Порту» дебютировал в чемпионете Португалии.
В июле 2017 года перешёл в французский клуб «Сент-Этьен».
В сезоне 2018-19 на правах аренды играл за болгарский клуб ЦСКА София. 22 июля 2018 года в матче против клуба «Локомотив» Пловдив дебютировал в чемпионете Болгарии.
1 июля 2019 года подписал контракт с клубом «Лудогорец».

## Карьера в сборной
22 марта 2018 года дебютировал за сборную Гвинеи-Бисау в матче против сборной Буркина-Фасо (0:2).

## Достижения
«Лудогорец»
- Чемпион Болгарии: 2019/20
- Обладатель Суперкубка Болгарии (2): 2019, 2022
- Финалист Суперкубка Болгарии: 2020

## Клубная статистика
| Игровая карьера | Игровая карьера | Игровая карьера | Лига | Лига | Кубок | Кубок | Межд. | Межд. | СК | СК |
| --------------- | --------------- | --------------- | ---- | ---- | ----- | ----- | ----- | ----- | -- | -- |
| 2018/19         | ЦСКА (София)    | А               | 32   | 5    | 5     | 0     | 5     | 1     | —  | —  |
| 2019/20         | Лудогорец       | А               | 22   | 7    | 1     | 0     | 7     | 0     | —  | —  |
| 2020/21         | Лудогорец       | А               | 8    | 1    | —     | —     | 2     | 0     | 1  | 0  |
| 2020/21         | Вади Дегла      | А               | 24   | 0    | 1     | 1     | —     | —     | —  | —  |
| 2021/22         | Висла (Плоцк)   | А               | 22   | 1    | 1     | 0     | —     | —     | —  | —  |
| 2022/23         | Лудогорец       | А               | 3    | 1    | —     | —     | 3     | 0     | —  | —  |
| 2023            | Ордабасы        | А               | 11   | 0    | 5     | 0     | 1     | 0     | —  | —  |